# Мавретич, Тил
Тил Мавретич (сербохорв. Til Mavretič; 19 ноября 1997) — словенский футболист, полузащитник.

## Биография
Воспитанник футбольного клуба «Браво» из Любляны. В сезоне 2015/16 дебютировал во взрослом футболе за старшую команду клуба «Браво», выступавшую в третьем дивизионе Словении.
Летом 2016 года перешёл в итальянский клуб Серии С1 «Монополи», где провёл два с половиной сезона, сыграв 40 матчей. В начале 2019 года перешёл в клуб высшего дивизиона Словакии «Земплин Михаловце» и за два неполных сезона сыграл 10 матчей. Дебютировал в высшем дивизионе 4 мая 2019 года в матче против клуба «Середь».
В начале 2020 года вернулся на родину и присоединился к команде высшего дивизиона «Домжале», в этом клубе как правило выходил на замены, из 16 матчей лишь в трёх появлялся в стартовом составе. Весной 2021 года был отдан в аренду в «Горицу», сыграл 15 матчей и во всех из них выходил в стартовом составе, однако его клуб занял последнее место в лиге. В сезоне 2021/22 играл за «Табор Сежана», был игроком стартового состава, а его клуб финишировал предпоследним, но сохранил место в лиге через переходные матчи.
В июле 2022 года перешёл в таллинскую «Левадию», подписав контракт на 2,5 года.